# São Cristóvão do Sul
Pour les articles homonymes, voir São Cristóvão.
São Cristóvão do Sul est une ville brésilienne de l'intérieur de l'État de Santa Catarina.

## Géographie
São Cristóvão do Sul se situe par une latitude de 27° 16′ 00″ sud et par une longitude de 50° 26′ 26″ ouest, à une altitude de 1 025 mètres.
Sa population était de 5 019 habitants au recensement de 2010. La municipalité s'étend sur 349 km2.
Elle fait partie de la microrégion de Curitibanos, dans la mésoregion Serrana de Santa Catarina.

## Administration
La municipalité est constituée d'un seul district, siège du pouvoir municipal.

## Villes voisines
São Cristóvão do Sul est voisine des municipalités (municípios) suivantes :
- Ponte Alta do Norte
- Mirim Doce
- Ponte Alta
- Curitibanos